# Latina (Italie)
Pour les articles homonymes, voir Latina.
Latina est une ville italienne de la province de même nom dans le Latium à 70 km au sud de Rome. Latina est une des villes d'Italie nées durant le XXe siècle : elle a été fondée le 30 juin 1932 avec le nom de « Littoria ». Elle est la deuxième ville du Latium la plus peuplée après Rome.

## Histoire
Avant la bonification, le territoire était occupé par de vastes et malsains marécages, lieux de reproduction du tristement célèbre moustique anophèle, qui répandait le paludisme dans tous les marais pontins.
Les premières populations qui ont habité le territoire de Latina étaient les Latins (population qui donna son nom au Latium et à la langue des Romains) d'où dérive le nom actuel de la ville.
Ensuite les Romains ont construit la voie Appienne qui traverse encore les quartiers périphériques de la ville.
Durant les siècles suivants, différents papes ont tenté d'assécher le territoire même si toutes les tentatives ont été vaines. Latina est restée un immense latifundium de la famille Caetani (en) jusqu'aux années 1930.
Sa fondation date de 1932, dans le cadre de la bonification des marais pontins entreprise par Benito Mussolini. Durant l'époque fasciste, la ville portait le nom de Littoria. 
Des populations exogènes à la région y ont été installées, notamment originaires du nord-est de l'Italie.

## Économie
L'économie se base sur l'agriculture (froment, olives, fruits divers notamment la pastèque et le kiwi), sur l'industrie pharmaceutique et sur le tourisme d'été. Dans les environs de Latina une centrale nucléaire devait être bâtie, mais la construction n'a jamais été achevée, à cause de la décision de l'Italie de sortir de la production d'énergie atomique.
Latina a récemment inauguré son université.

## Administration
| Période                                  | Période           | Identité                   | Étiquette | Qualité                 |
| ---------------------------------------- | ----------------- | -------------------------- | --------- | ----------------------- |
| 1946                                     | 1951              | Fernando Bassoli           | PRI       |                         |
| 1951                                     | 1953              | Vittorio Cervone           | DC        |                         |
| 1953                                     | 1962              | Igino Salvezza             | DC        |                         |
| 1962                                     | 1964              | Angelo Onorati             | DC        |                         |
| 1964                                     | 1967              | Vincenzo Tasciotti         | DC        |                         |
| 1972                                     | 1980              | Antonio Corona             | DC        |                         |
| 1980                                     | 1992              | Delio Redi                 | DC        |                         |
| 1992                                     | 1993              | Mario Romagnoli            | DC        |                         |
| 1993                                     | 1993              | Maurizio Mansutti          | DC        |                         |
| 1993                                     | 2002              | Ajmone Finestra            | MSI       |                         |
| 2002                                     | 2006              | Vincenzo Zaccheo           | AN        |                         |
| 2006                                     | 2010              | Vincenzo Zaccheo           | PDL       |                         |
| 17 avril 2010                            | mai 2012          | Guido Nardone              |           | commission préfectorale |
| mai 2012                                 | 20 juin 2016      | Giovanni di Giorgi         | FdI-AN    |                         |
| 20 juin 2016                             | 11 juillet 2022   | Damiano Coletta            | IC        |                         |
| 11 juillet 2022                          | 8 septembre 2022  | Carmine Valente            |           | commission préfectorale |
| 8 septembre 2022                         | 29 septembre 2022 | Damiano Coletta            | IC        |                         |
| 29 septembre 2022                        | 14 mai 2023       | Carmine Valente            |           | commission préfectorale |
| 14 mai 2023                              | En cours          | Matilde Eleonora Celentano | Fdl       |                         |
| Les données manquantes sont à compléter. |                   |                            |           |                         |

### Hameaux
Latina Scalo, Latina Lido, Borgo Sabotino, Borgo Santa Maria, Borgo Bainsizza, Borgo Montello, Borgo Podgora, Borgo Piave, Borgo Carso, Chiesuola, Tor Tre Ponti, Borgo Faiti, Borgo San Michele, Borgo Grappa, Borgo Isonzo

### Musées
- Galleria Civica d'Arte Moderna e Contemporanea di Latina

### Communes limitrophes
Aprilia, Cisterna di Latina, Nettuno (RM), Pontinia, Sabaudia, Sermoneta, Sezze

## Transports
La ville a retenu un groupement comprenant Lohr Industrie pour réaliser en partenariat public-privé une ligne de tramway sur pneumatiques, pour laquelle 15 rames Translohr doivent être livrées à une date sans cesse repoussée. Latina possède aussi un aéroport militaire.

## Personnalités liées a la commune
- Calcutta (1989-), chanteur, est né à Latina.
- Antonio Pennacchi (1950-2021), écrivain italien.
- Mara Santangelo (1981-), joueuse de tennis italienne.
- Emanuel Caserio (1987-), comédien italien[1].